# Ragù napoletano
Il ragù napoletano è il condimento più conosciuto della cucina napoletana nonostante la sua poca diffusione nell'uso quotidiano, ciò dovuto all'elevata complessità di preparazione a causa anche dei tempi di preparazione molto lunghi.
Per questi e altri motivi, il ragù napoletano risulta essere un piatto tipicamente festivo consistente nell'unione di carne di manzo, cotta in una salsa di pomodoro San Marzano, a fuoco molto lento.

## La leggenda del ragù
Il ragù napoletano è decantato anche da Eduardo De Filippo in una sua poesia dal titolo, appunto: 'O rraù.
(Eduardo,  'O rraù.)
Secondo la leggenda, a Napoli alla fine del Trecento esisteva la Compagnia dei Bianchi di giustizia che percorreva la città a piedi invocando "misericordia e pace".
La compagnia giunse presso il "Palazzo dell'Imperatore" tuttora esistente in via Tribunali, che fu dimora di Carlo, imperatore di Costantinopoli e di Maria di Valois figlia di re Carlo d'Angiò. All'epoca il palazzo era abitato da un signore nemico di tutti, tanto scortese quanto crudele, e che tutti cercavano di evitare. La predicazione della compagnia convinse la popolazione a rappacificarsi con i propri nemici, ma solo il nobile che risiedeva nel "Palazzo dell'Imperatore" decise di non accettare l'invito dei bianchi nutrendo da sempre antichi e tenaci rancori. Non cedette neanche quando il figliolo di tre mesi, in braccio alla balia sfilò le manine dalle fasce e incrociandole gridò tre volte: "Misericordia e pace".
Il nobile era accecato dall'ira, serbava rancore e vendetta, e un giorno la sua donna, per intenerirlo gli preparò un piatto di maccheroni. La provvidenza riempì il piatto di una salsa piena di sangue. Finalmente, commosso dal prodigio, l'ostinato signore si rappacificò con i suoi nemici e vestì il bianco saio della Compagnia.
Sua moglie in seguito all'inaspettata decisione, preparò di nuovo i maccheroni, che anche quella volta, come per magia, divennero rossi. Ma quel misterioso intingolo aveva uno strano e invitante profumo, molto buono, e il signore nell'assaggiarlo trovò che era veramente buono e saporito.
Lo chiamò così "raù" lo stesso nome del suo bambino.
In realtà il termine ragù deriva dal francese ragoût, che indica un tipo di cottura di carne e verdure, simile allo spezzatino. Bisogna inoltre ricordare che il pomodoro non arrivò in Europa prima della fine del XVI secolo.

## Caratteristiche
Originariamente costituiva il piatto unico della domenica, in quanto il sugo veniva utilizzato per condire la pasta, e la carne consumata come seconda portata.
I tipi di carne impiegati nella preparazione del ragù sono numerosi, e possono variare anche da quartiere a quartiere, e inoltre questa non è macinata ma è cotta a pezzi grossi, da 500 g fino a un kg, tagliati a mo' di grossa bistecca, farcita con ingredienti vari (uvetta, pinoli, formaggio, salame o lardo, noce moscata, prezzemolo) e legata con uno spago. Generalmente viene utilizzato un misto di carne di manzo (tagli anteriori e poco pregiati, che necessitano di lunga cottura) e di maiale. Troviamo il muscolo di manzo (gamboncello o colarda), le spuntature di maiale (tracchie), l'involtino di cotenna (cotica), la polpetta e la braciola, termine che viene usato però per indicare un involtino di carne di manzo ripieno con aglio, prezzemolo, pinoli, uva passa e dadini di formaggio.
Tradizionalmente, la preparazione del ragù incomincia di buon mattino, se non il sabato sera, in quanto la salsa deve addensarsi molto, cuocendo a fuoco lento, fino a diventare di una consistenza molto cremosa, prima di poter condire la pastasciutta. In molte varianti del ragù napoletano viene impiegato anche un cucchiaio di concentrato di pomodoro.

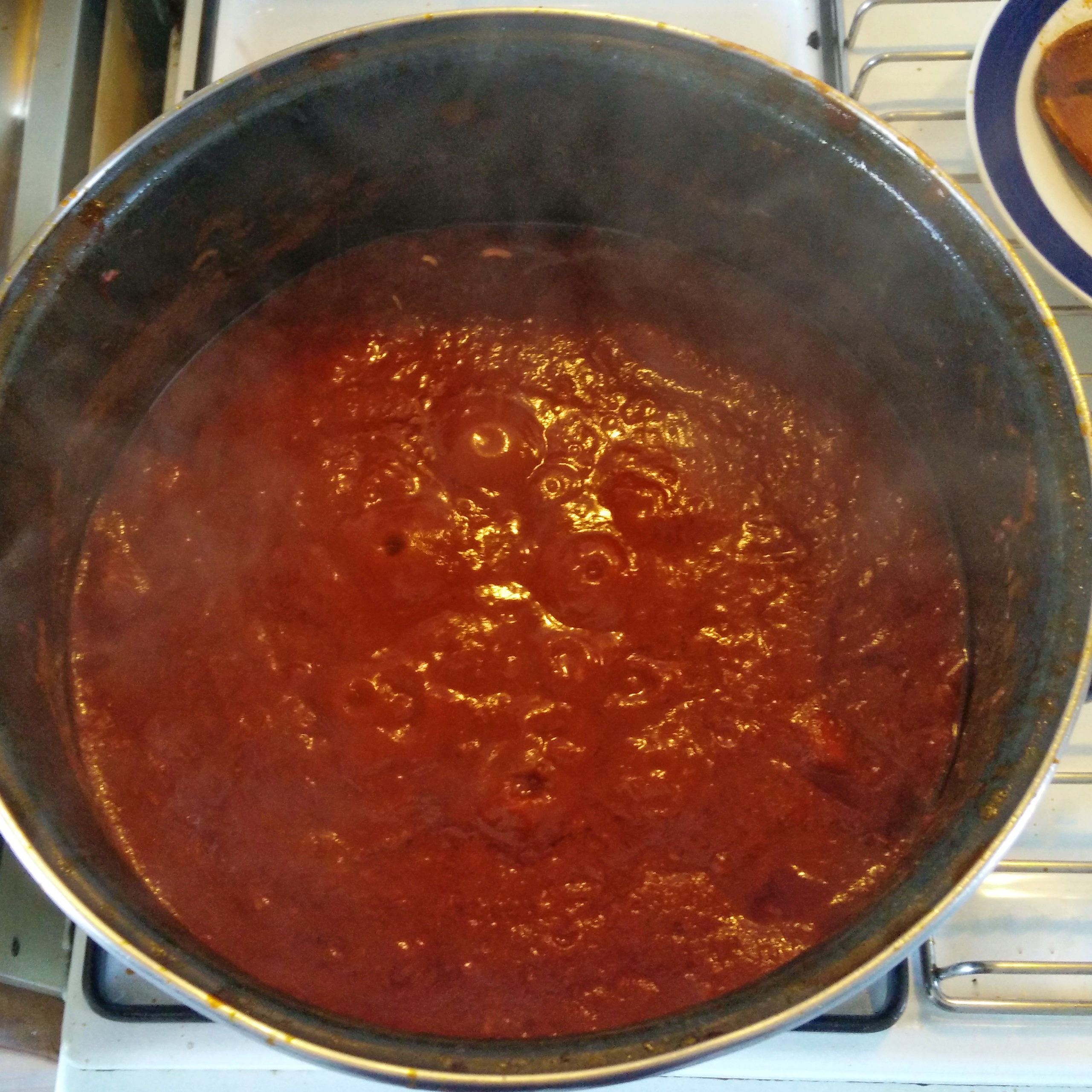
Pentola di ragù napoletano

## La ricetta
Il ragù non è di facile realizzazione, per essere saporito richiede una lunghissima cottura.
Attualmente si usa chiamare ragù un sugo di pomodoro nel quale si è cotta della carne.
In passato veniva cotto su di una fornacella a carbone e doveva cuocere per almeno sei ore.
La pentola in cui si dovrebbe cuocere è un tegame di rame, e per rimestarlo occorre la cucchiarella (il cucchiaio di legno). Il ragù napoletano è il piatto tipico domenicale e base per altre pietanze altrettanto saporite, come ad esempio la tipica lasagna che a Napoli viene preparata con una grande quantità di ingredienti durante il periodo di Carnevale.

### Ingredienti
- 1 kg di muscolo di manzo
- 2 cipolle medie
- 2 litri di passata di pomodoro
- 200 g di olio d'oliva
- 6 costine di maiale
- 1/4 di litro di vino rosso, preferibilmente di Gragnano
- basilico
- sale q.b.

### Preparazione
È consigliabile prepararlo il giorno prima mettendo la carne nel tegame, unitamente alle cipolle affettate sottilmente e all'olio. Carne e cipolla dovranno rosolare insieme: la prima facendo la sua crosta scura, le seconde dovranno man mano appassire senza bruciare.
Per ottenere questo risultato, bisogna rimanere ai fornelli, pronti a rimestare con la cucchiarella di legno, e bagnare con il vino, appena il sugo si sarà asciugato: le cipolle si dovranno consumare, fino quasi a dileguarsi. Quando la carne sarà diventata di un bel colore dorato, sciogliete il cucchiaio di conserva (facoltativa) nel tegame e aggiungete la passata di pomodoro.
Regolare di sale e mettere a cuocere a fuoco bassissimo: il ragù dovrà sobbollire a malapena (pippiare). A quel punto, coprirete la pentola con un coperchio, senza chiuderla del tutto.
Il ragù dovrà cuocere per almeno 3 ore, giungendo a anche a 6-7 ore, di tanto in tanto rimestandolo, facendo attenzione che non si attacchi sul fondo del contenitore. Non dovrebbe mai essere aggiunta acqua, dovendosi cuocere con il solo sugo delle cipolle, della carne stessa e del vino; se, però, dovesse asciugarsi troppo, è consigliabile aggiungerne un po' calda.
A cottura ultimata, aggiungere il pepe nero e il basilico.
In alcuni quartieri si è soliti aggiungere del cioccolato fondente al 70%, nella misura di 150 g su 5 litri, per correggere l'acidità dei pomodori.